# (3089) Oujianquan
(3089) Oujianquan est un astéroïde de la ceinture principale.

## Description
(3089) Oujianquan est un astéroïde de la ceinture principale. Il fut découvert le 3 décembre 1981 à Nanking par l'observatoire de la Montagne Pourpre. Il présente une orbite caractérisée par un demi-grand axe de 2,93 UA, une excentricité de 0,19 et une inclinaison de 16,7° par rapport à l'écliptique.

## Compléments